# Werner Schott
Werner Schott (* 20. November 1891 in Berlin; † 6. September 1965 ebenda) war ein deutscher Schauspieler.

## Leben
Seine Karriere begann 1910 am Deutschen Theater in Berlin, wo er im Fach „jugendlicher Held“ agierte. 1913 ging er an die Volksbühne, 1915 an das Burgtheater in Wien.
Hier sah man ihn als Franz in Götz von Berlichingen, als König von Frankreich in König Lear, Kosinsky in Die Räuber, Karl in Maria Magdalene, Laertes in Hamlet, Octavius in Antonius und Cleopatra, Lionel in Die Jungfrau von Orléans und Gottwald in Gerhart Hauptmanns Hanneles Himmelfahrt. Gegen Ende des Zweiten Weltkriegs wurde er Mitglied des Ensembles der Kammerspiele des Deutschen Theaters.
Beim Film fasste er nur langsam Fuß, erst in den 1930er Jahren wirkte er oft als Nebendarsteller bei verschiedenen Produktionen mit. Er spielte in der Regel Respektspersonen wie Militärs, Polizisten und Direktoren, ohne sonderlich aufzufallen. Schott stand 1944 in der Gottbegnadeten-Liste des Reichsministeriums für Volksaufklärung und Propaganda.
1937 starb einer seiner beiden Zwillingssöhne, Peter Schott, in Wien.
Nach Kriegsende konzentrierte Schott sich wieder auf die Arbeit an Berliner Bühnen und trat am Schlosspark- und Schillertheater auf.

## Filmografie
- 1920: Wie Satan starb
- 1920: Das vierte Gebot
- 1921: Die Schauspielerin des Kaisers
- 1921: Der verlorene Schatten
- 1924: Tragödie im Hause Habsburg
- 1927: Luther – Ein Film der deutschen Reformation
- 1930: Das Flötenkonzert von Sans-souci
- 1930: Die letzte Kompagnie
- 1931: Danton
- 1932: F.P.1 antwortet nicht
- 1933: Ich will Dich Liebe lehren
- 1934: Die große Chance
- 1934: Herr Kobin geht auf Abenteuer
- 1934: Ein Mann will nach Deutschland
- 1934: Oberwachtmeister Schwenke
- 1934: Die Spork’schen Jäger
- 1934: Die vier Musketiere
- 1934: Wilhelm Tell
- 1935: Der alte und der junge König
- 1935: Anschlag auf Schweda
- 1935: Henker, Frauen und Soldaten
- 1936: Ritt in die Freiheit
- 1937: Liebe geht seltsame Wege
- 1937: Pan
- 1938: Du und ich
- 1938: Frauen für Golden Hill
- 1938: Napoleon ist an allem schuld
- 1938: Rätsel um Beate
- 1938: Tanz auf dem Vulkan
- 1938: Narren im Schnee
- 1938: Ziel in den Wolken
- 1939: Alarm auf Station III
- 1939: Die goldene Maske
- 1939: Paradies der Junggesellen
- 1939: Robert Koch, der Bekämpfer des Todes
- 1939: Flucht ins Dunkel
- 1940: Ein Mann auf Abwegen
- 1940/42: Der große König
- 1941: Krach im Vorderhaus
- 1943: Großstadtmelodie
- 1943: Herr Sanders lebt gefährlich
- 1944: Die Affäre Roedern
- 1944: Der große Preis
- 1945: Shiva und die Galgenblume (unvollendet)
- 1950: Die Frau von gestern Nacht
- 1950: Fünf unter Verdacht
- 1951: Es geht nicht ohne Gisela
- 1954: Die sieben Kleider der Katrin
- 1956: Liebe